# Schizocarpo

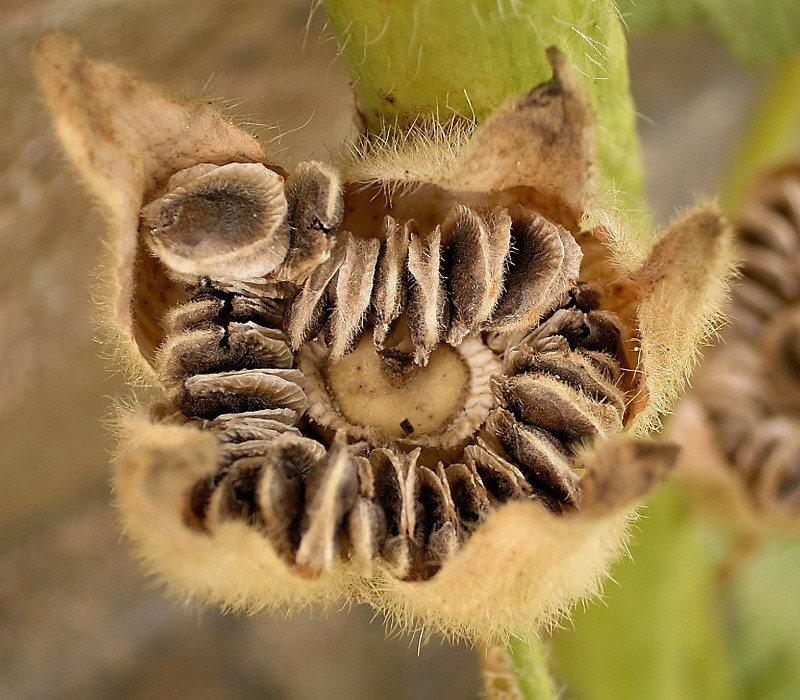
Schizocarpo di Alcea rosea

Uno schizocarpo è un tipo di frutto secco che giunto a maturazione si divide in più parti indeiscenti detti mericarpi, ognuno dei quali deriva da un carpello e contiene uno o più semi.
Deriva da un ovario pluricarpellare sincarpico pluriloculare in cui ogni loggia si disarticola per dare un achenio generalmente monospermio (un solo seme), ma non sempre, ad esempio i mericarpi del genere Abutilon contengono due o più semi. Il singolo achenio prende il nome di mericarpo (classificazione non considerata valida da tutti).
In base al numero degli acheni lo schizocarpo può essere:
- diachenio (Umbelliferae e Rubiaceae);
- tetrachenio (Labiatae e Boraginaceae);
- poliachenio (Malvaceae e Ranunculaceae).